# Maria Isabel da Suécia
Maria Isabel da Suécia (em sueco:  Maria Elisabet; Castelo de Örebro, 10 de março de 1596 – Castelo de Stegeborg, 7 de agosto de 1618) foi uma princesa sueca por nascimento, e duquesa da Gotalândia Oriental pelo seu casamento com o primo, o príncipe João da Suécia, Duque da Gotalândia Oriental. Ela e o marido e ficaram conhecidos pela perseguição às bruxas que aconteceu durante o seu reinado na Gotalândia Oriental, a qual culminou na execução de várias mulheres em Finspång.

## Família
Maria Isabel foi a segunda filha e terceira criança nascida do rei Carlos IX da Suécia e de sua segunda esposa, Cristina de Holsácia-Gottorp.
Os seus avós paternos eram Gustavo I da Suécia e sua segunda esposa, Margarida Leijonhufvud. Os seus avós maternos eram Adolfo, Duque de Holsácia-Gottorp, filho do rei Frederico I da Dinamarca, e Cristina de Hesse. 
Ela teve dois irmãos mais velhos: Cristina, que morreu com menos de um ano de idade, e Gustavo II Adolfo, pai da rainha Cristina; também teve um irmão mais novo: Carlos Filipe, duque de Södermanland. Do primeiro casamento do pai com Ana Maria do Palatinado-Simmern, apenas uma meia-irmã sobreviveu: Catarina, duquesa de Kleeburg.

## Biografia
Maria Isabel foi criada junto ao irmão, Gustavo Adolfo, e também com o primo e futuro marido, João. A princesa foi ensinada por Johannes Bureus e Johan Skytte, a partir de 1604. Ela era considerada uma boa aluna, que possuía interesse no latim e em literatura. Durante suas viagens, Skytte obteve vários livros para sua discípula, e ela se correspondeu com o tutor em latim quando tinha dez anos.

### Casamento
Em 1610, quando tinha 13 ou 14 anos, ficou noiva do príncipe João, duque titular da Filândia e duque da Gotalândia Oriental, além de Conde de Åland e Bråborg. O motivo para o matrimônio era político, e foi arranjado pela rainha Cristina, mãe da noiva. João era o filho do antigo rei João III da Suécia e de sua segunda esposa, Gunila Bielke, e, portanto, seus direitos ao trono sueco surpassavam os do pai de Maria Isabel. Embora ele tivesse desistido de seus direitos e não fosse uma pessoa ambiciosa, ainda existia a preocupação de que ele poderia se tornar uma ameaça caso se casasse com uma princesa estrangeira.

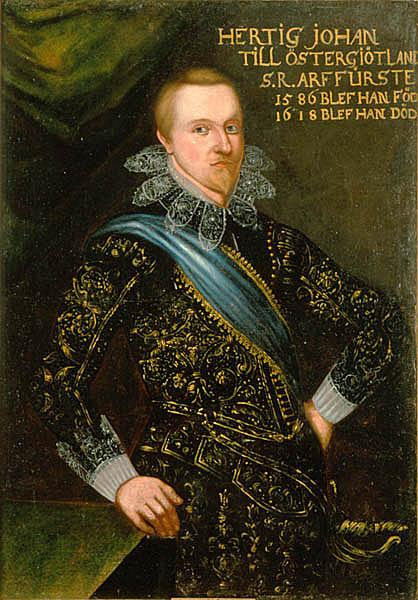
O príncipe João, marido de Maria Isabel, em pintura atribuída à Holger Hansson.

O casamento já havia sido alvo de objeções do clero devido ao relacionamento próximo entre as partes contratantes. Os padres declararam em um relatório ao rei, que os regentes anteriores desaprovaram fortemente o casamento, e que isso também violava a ordem da igreja de 1571. Eles também ficaram surpresos por não terem sido questionados sobre o assunto. O jovem rei deixou a resposta à carta para a rainha viúva Cristina, que ressaltou em termos bastante concisos, que as questões matrimoniais diziam respeito mais ao poder secular do que ao clero, e que não houve nenhum protesto quando o noivado foi concluído.
Desta forma, aos 16 anos, a princesa se casou com o duque, de 23 anos, em 29 de novembro de 1612, no Castelo das Três Coroas, em Estocolmo. O casal possuía uma corte luxuosa no Castelo de Vadstena e no Castelo de Bråborg, no Ducado da Gotalândia Oriental. No entanto, o casamento foi infeliz, e mais tarde, a princesa acusou a mãe de ter forçado o casamento contra sua vontade. Cristina acabou se arrependendo do arranjo também. 

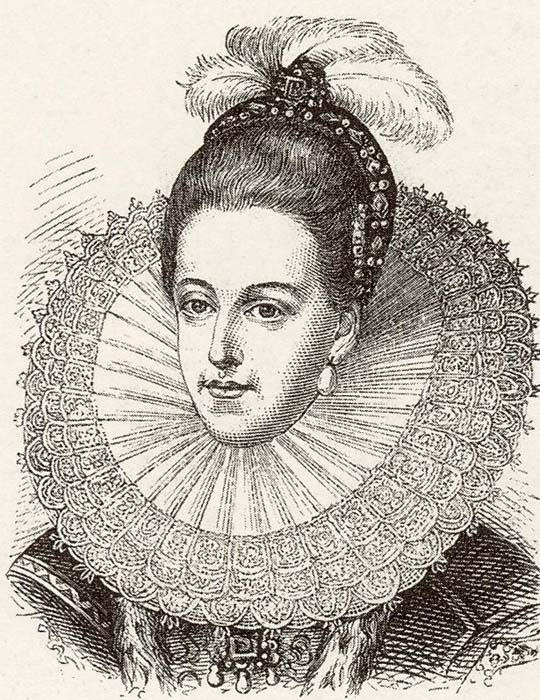
Retrato de Maria Isabel, produzido por Hans Peter Hansen, em 1860, que, por muito tempo, foi considerado como sendo da infanta Isabel Clara Eugênia da Espanha, até sua correta identificação.

Os períodos de depressão do duque aumentaram a partir de 1613, e durante o verão do ano seguinte, a duquesa foi afetada pela primeira vez pela doença mental, da qual ela só se recuperou, periodicamente, durante o resto de sua vida. Ela ficou privada da capacidade de falar por algum tempo, e também teve que ser mantida sob vigilância rigorosa, pois temia-se que ela tentasse tirar a própria vida. Sua condição causou grande preocupação na família. A mãe, Cristina, ficava frequentemente com ela no ducado, e o irmão, Gustavo Adolfo, enviou seu médico para ajudar o médico do duque em suas tentativas de curá-la.

### Caça às bruxas
O casal real governava de maneira independente no ducado; João tinha o direito de emitir leis, e Maria Isabel tinha influência no seu governo. Durante os seis anos que eles viveram juntos no ducado, foi conduzida uma caça às bruxas, pela qual eles, e particularmente, a duquesa, são considerados responsáveis.
Uma mulher foi executada em Söderköping, após ter sido acusada lançar um feitiço nos dois. O capelão de Maria Isabel, Claudius Prytz, teve uma participação ativa no caso, pois, assim que foi instalado em sua nova posição, Prytz acusou a mulher de ter enfeitiçado o casal, o que levou à morte na fogueira da mesma. Assim, o duque emitiu uma nova lei a qual falicitou o julgamento e execução de bruxas, o que levou ao Julgamento de bruxas de Finspång.
Em 1617, sete mulheres foram executadas em Finspång: Elin, da localidade de Näs (a primeira a ser presa), Kerstin, também de Näs, Ingrid, de Rippestorp, Margareta, de Eketorp, Kirstin, de Tråbrunna, Ingrid de Gållbo e Regna, e Ingrid Orres de Vånga. Além destas, havia mais duas mulheres: Lusse de Mullsäter, que morreu na prisão antes da execução, e Lussi de Svartorp, que confessou – após ter sido submetida à ordália por água – que teve relações sexuais com o diabo em Blåkulla, durante o Sabbat; no entanto, a execução de Lussi foi adiada até 1620.
As sete mulheres que foram condenadas foram, supostamente, levadas até a floresta, e empurradas de um penhasco em direção a uma enorme fogueira que queimava embaixo delas. Esse método de execução era muito incomum em julgamentos de bruxas na Suécia, onde os condenados, normalmente, eram decapitados antes de sua morte na fogueira.

### Morte

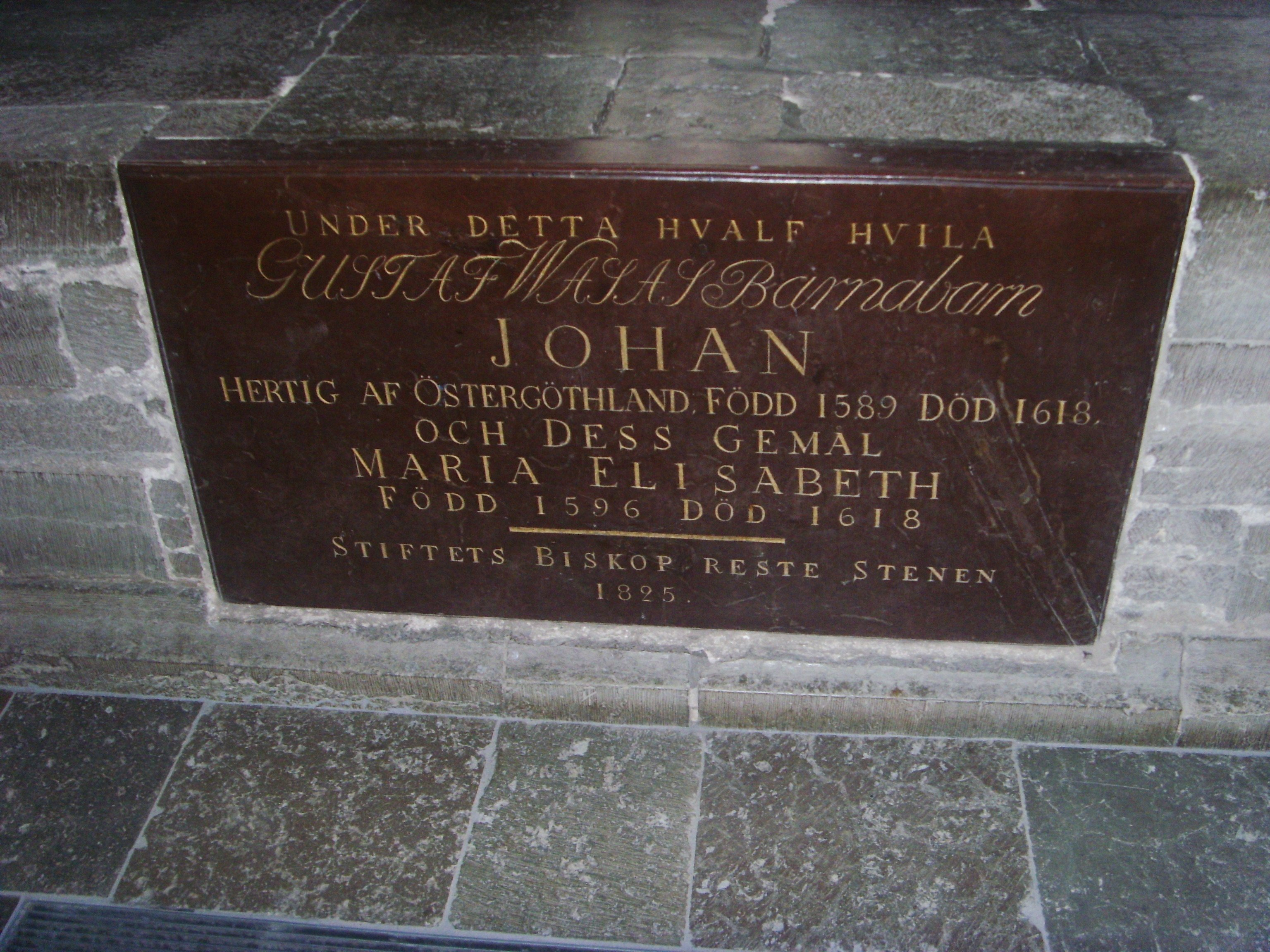
Sarcófago do duque e duquesa, em foto de 2008.

Em 5 de março de 1618, o duque João faleceu, com apenas 28 anos. O casal não teve filhos. 
O castelo e o condado de Stegeborg foram divididos como residência de viúva para ela, já que o Johannisborg, inicialmente pretendido, perto de Norrköping, não foi considerado adequado; sendo assim, a princesa se mudou para o Castelo de Stegeborg.
Cinco meses após a morte do duque, de acordo com o que afirma o capelão da corte, Petrus Bjugg, a morte veio como um alívio para a duquesa. Ela faleceu em 7 de agosto daquele ano, com apenas 22 anos de idade,e foi sepultada ao lado do marido, na Catedral de Linköping.